# Festival international du film de Karlovy Vary
Le festival international du film de Karlovy Vary ou festival international du film de Carlsbad (Mezinárodní filmový festival Karlovy Vary, ou en anglais Karlovy Vary International Film Festival ou KVIFF) est un festival de cinéma tchèque créé en 1946 et qui se déroule chaque année à Karlovy Vary (Carlsbad) en Tchéquie.

## Historique

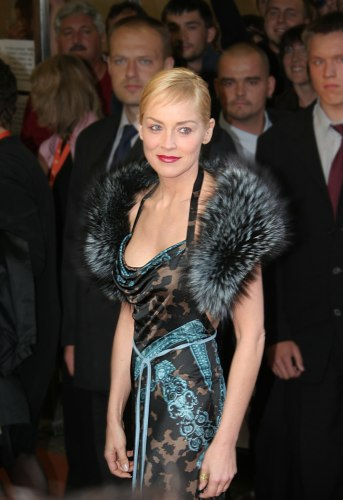
Sharon Stone au 40e Festival de Karlovy Vary
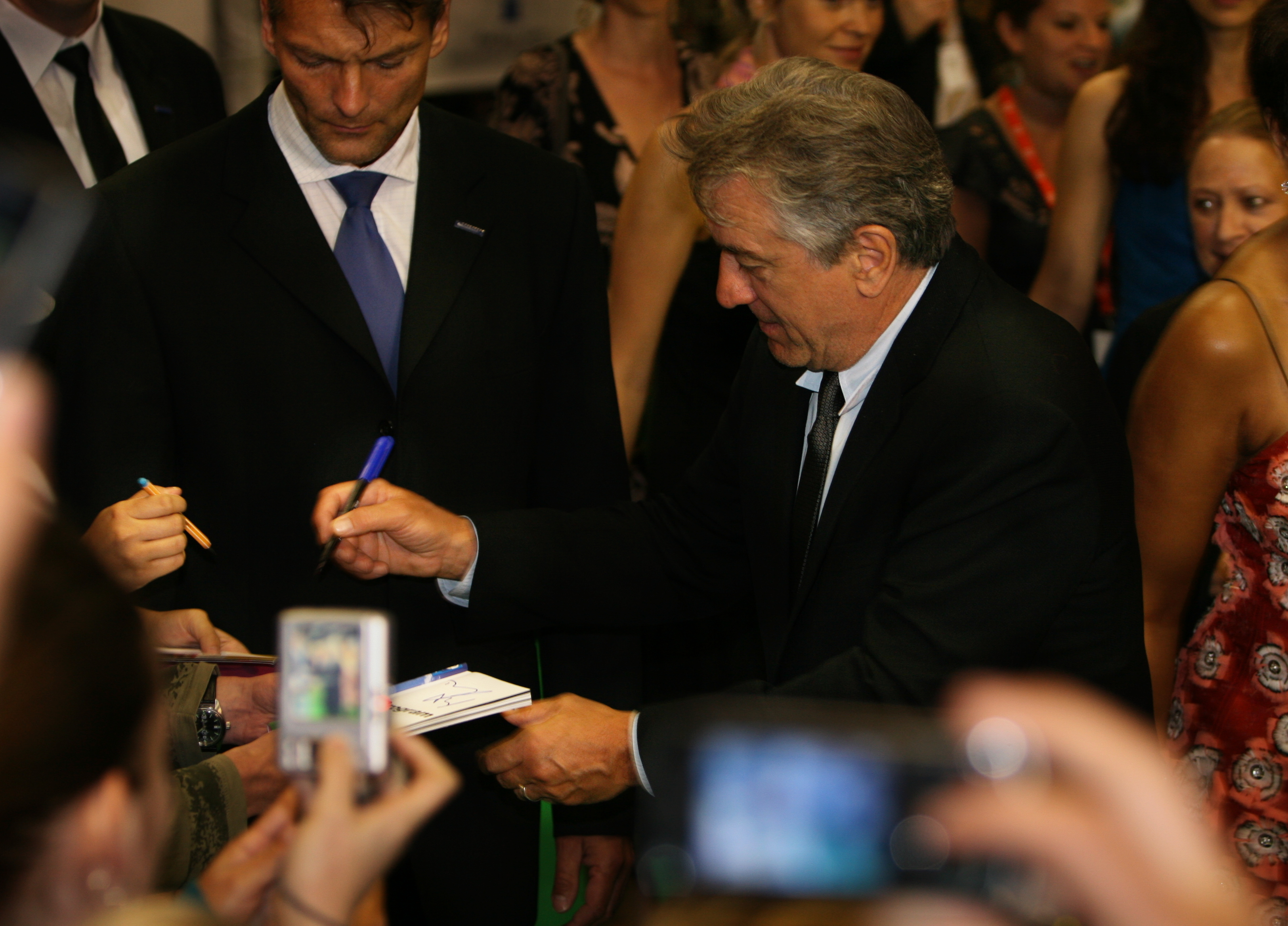
Robert De Niro au 43e Festival de Karlovy Vary
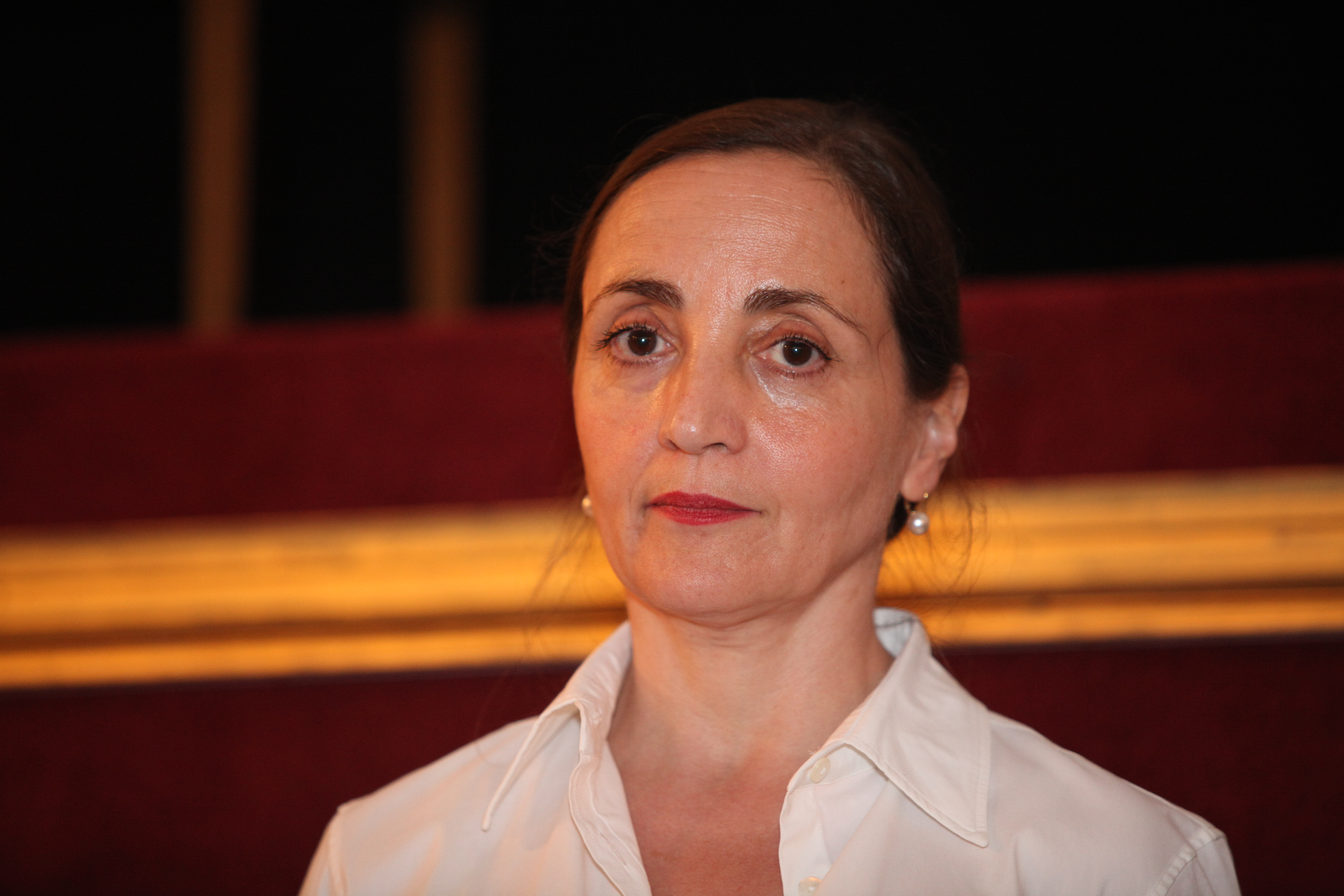
Dominique Blanc au 44e Festival de Karlovy Vary
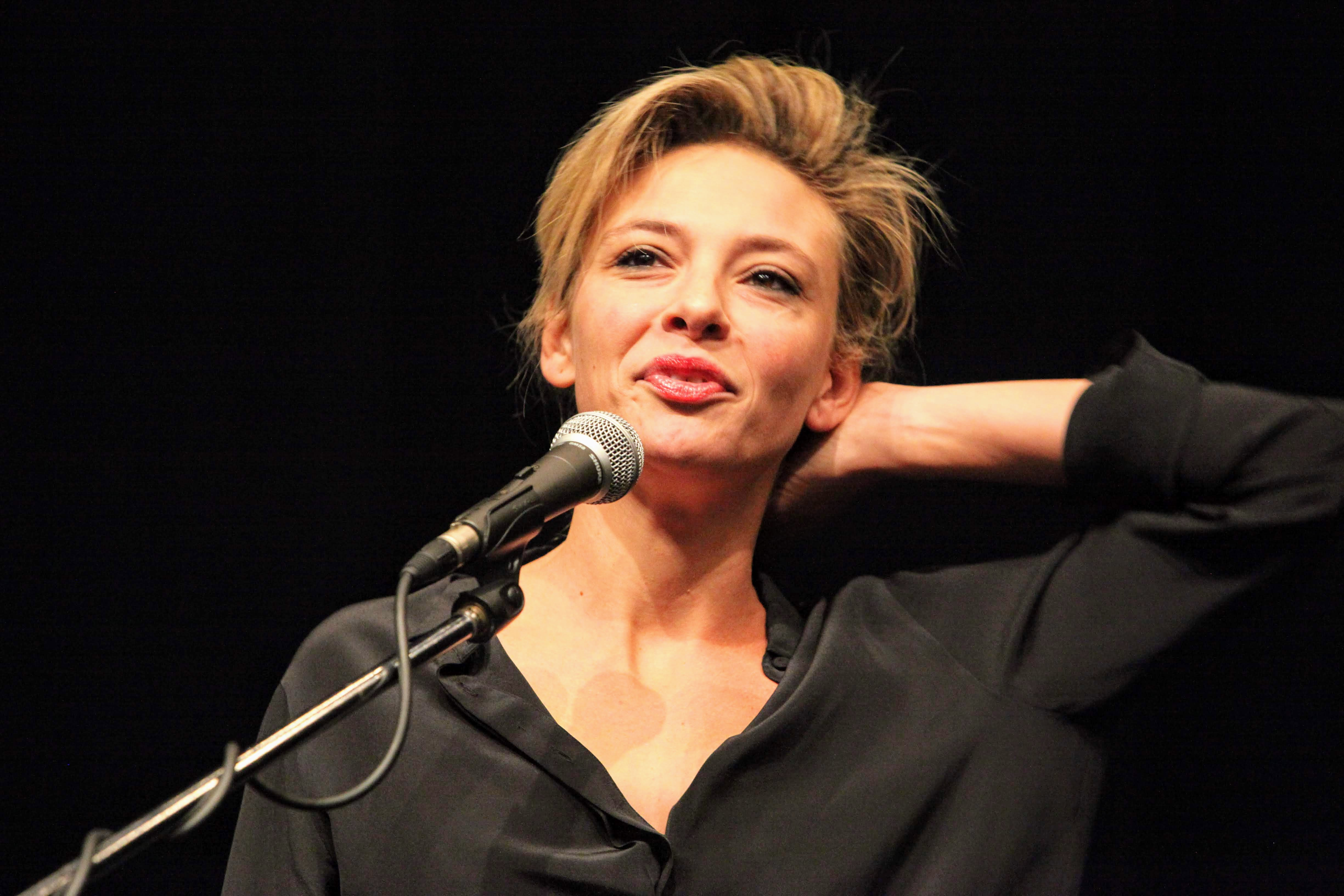
Jasmine Trinca au 57e Festival de Karlovy Vary

Festival international de films de catégorie « A » (tels que les festivals de Cannes, de Berlin ou de Venise). C'est l'un des plus anciens du monde et il est devenu le premier événement cinématographique d'Europe de l'Est.
En 2022, la section East of the West qui avait pour objectif de mettre en lumière les films de l'ancien bloc soviétique, est supprimée et remplacée par la section Proxima consacrée aux réalisateurs émergents.

## Programme
Les catégories sont les suivantes (noms en anglais) :
- Competition ;
- Documentary Film Competition ;
- Horizons ;
- Another View ;
- Forum of Independents ;
- East of the West (jusqu'en 2021) ;
- Proxima (à partir de 2022) ;
- Czech Films ;
- Retrospectives.

## Composition des jurys officiels (longs métrages)

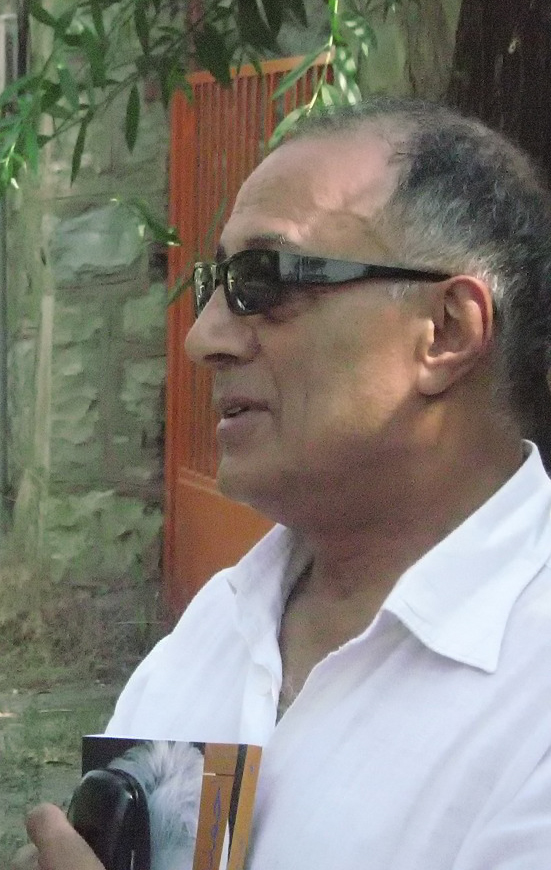
Abbas Kiarostami président du jury 2000
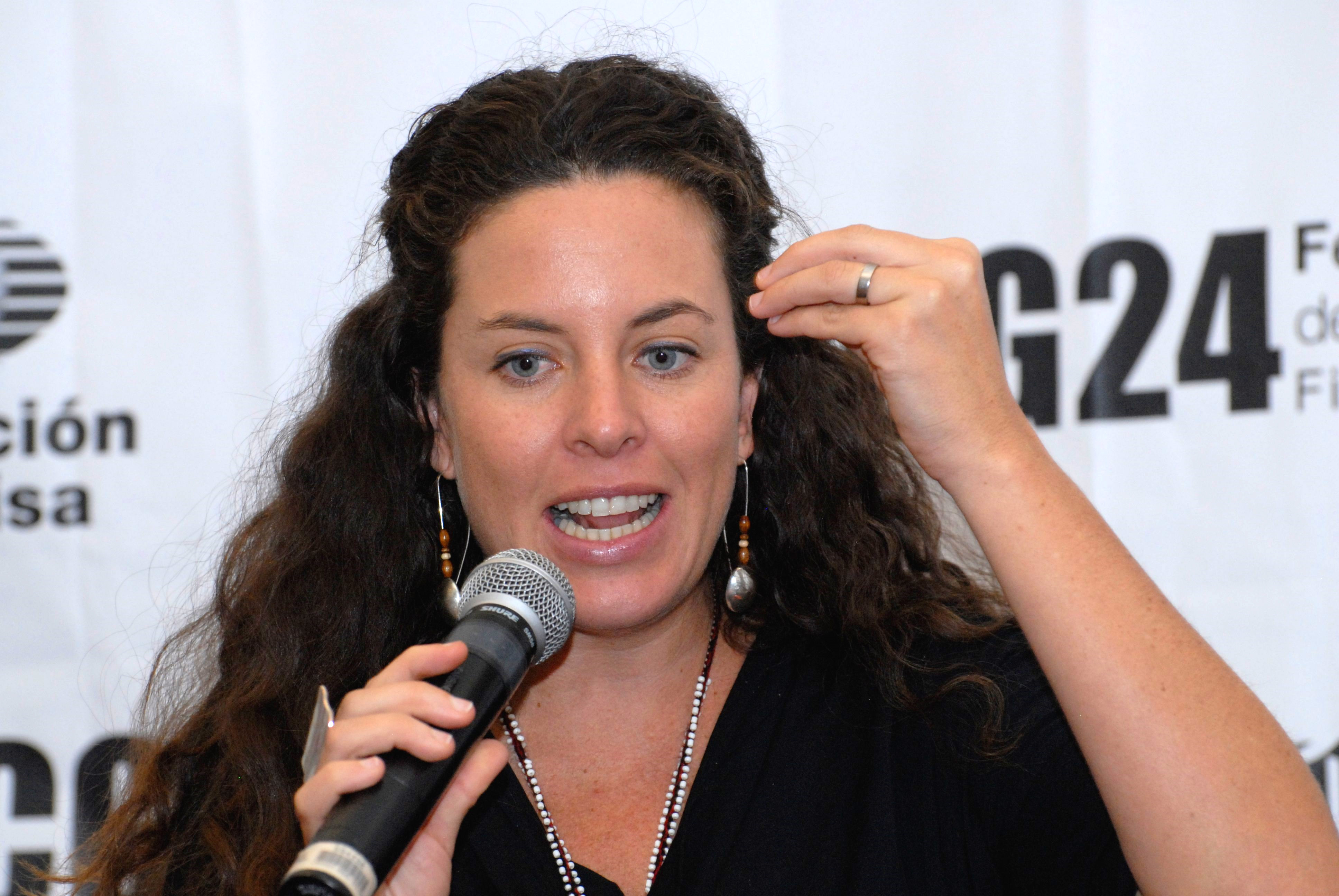
Claudia Llosa membre du jury 2013
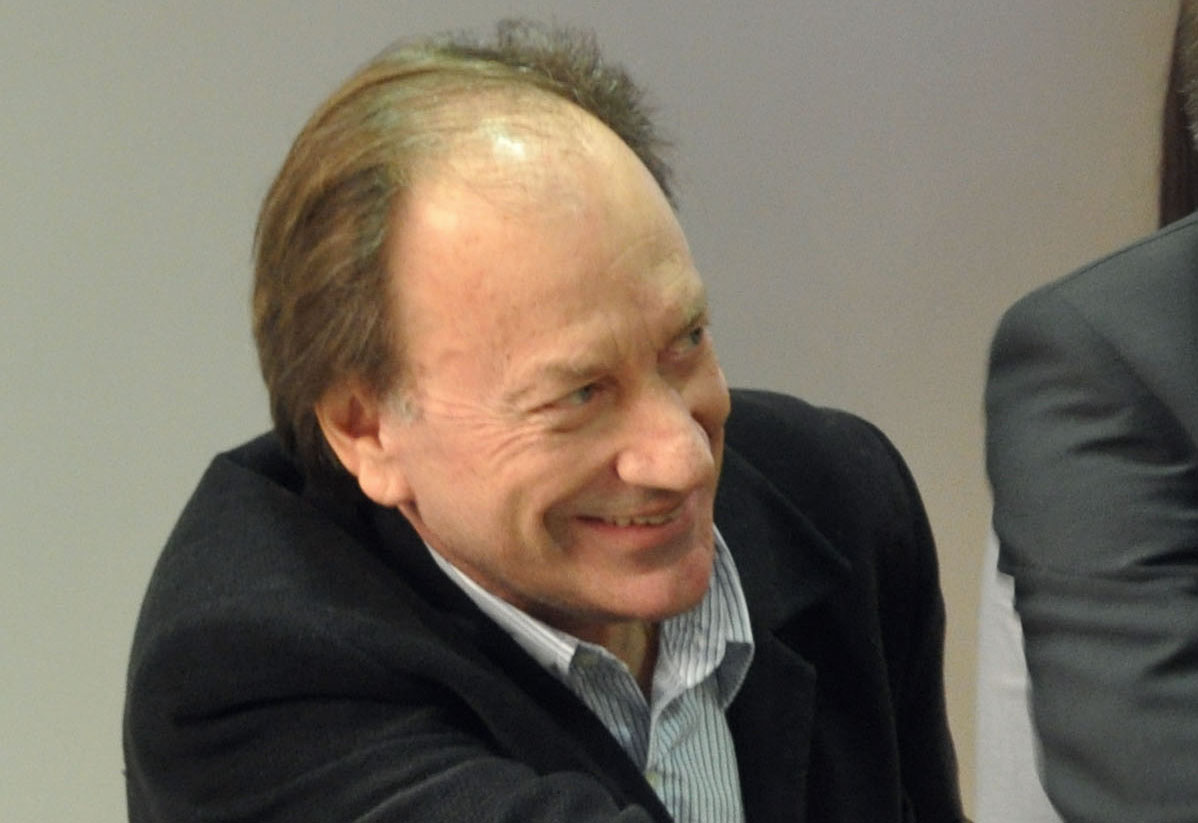
Goran Paskaljević président du jury 2006
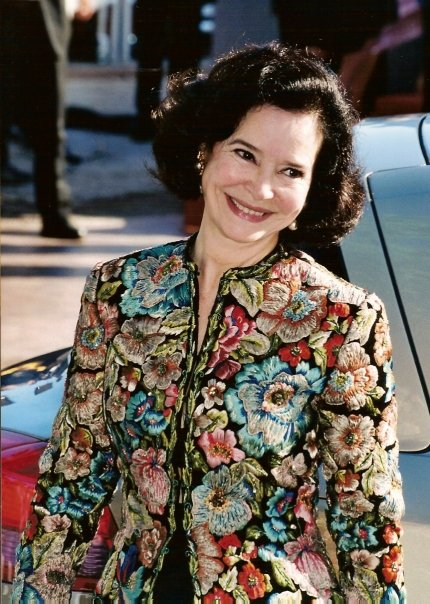
Marie-José Nat membre du jury 2001
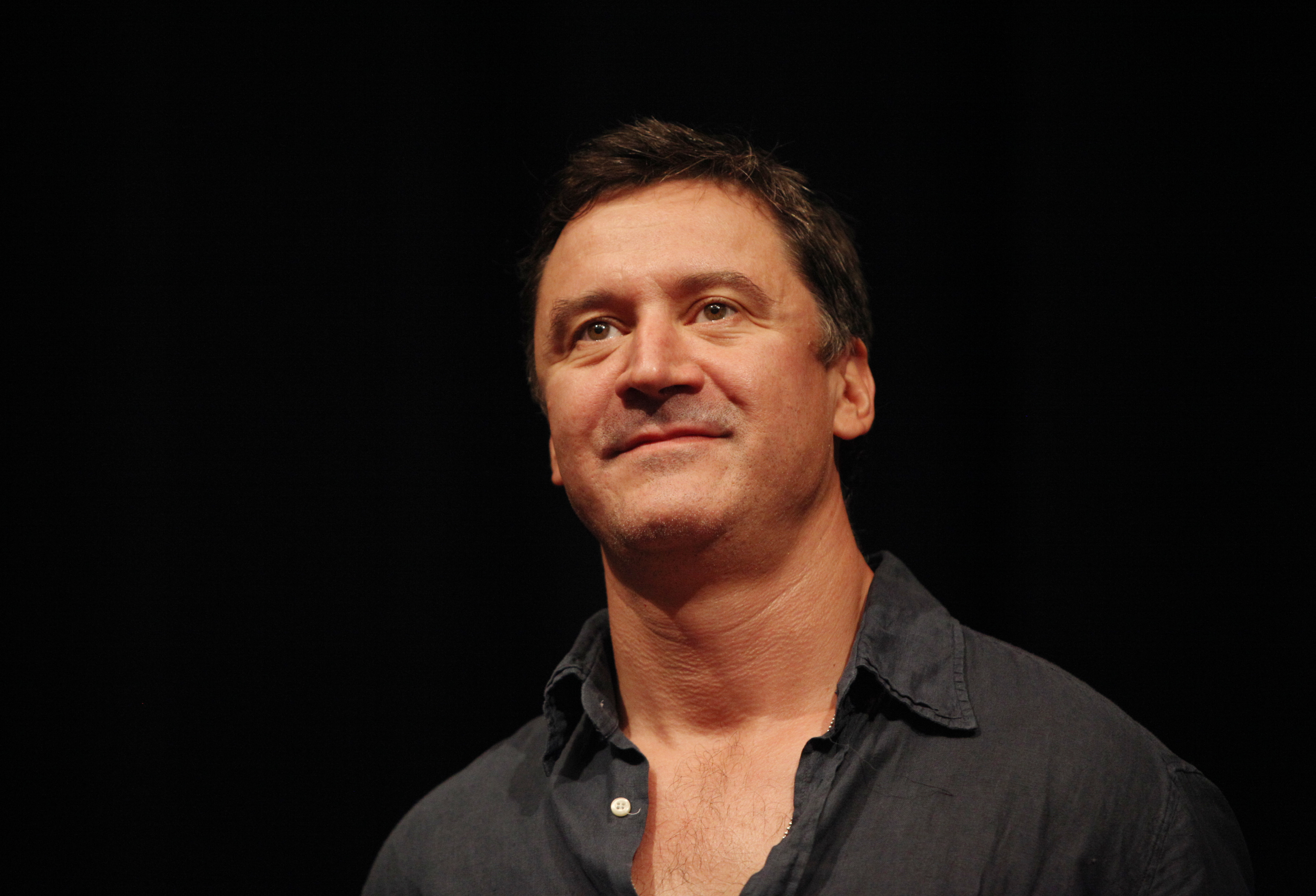
Francois Papineau membre du jury 2012
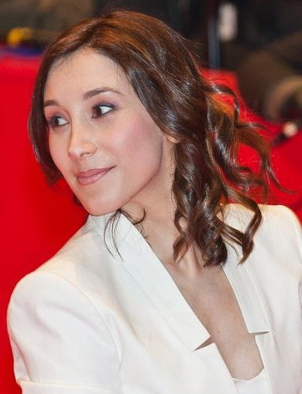
Sibel Kekilli membre du jury 2011
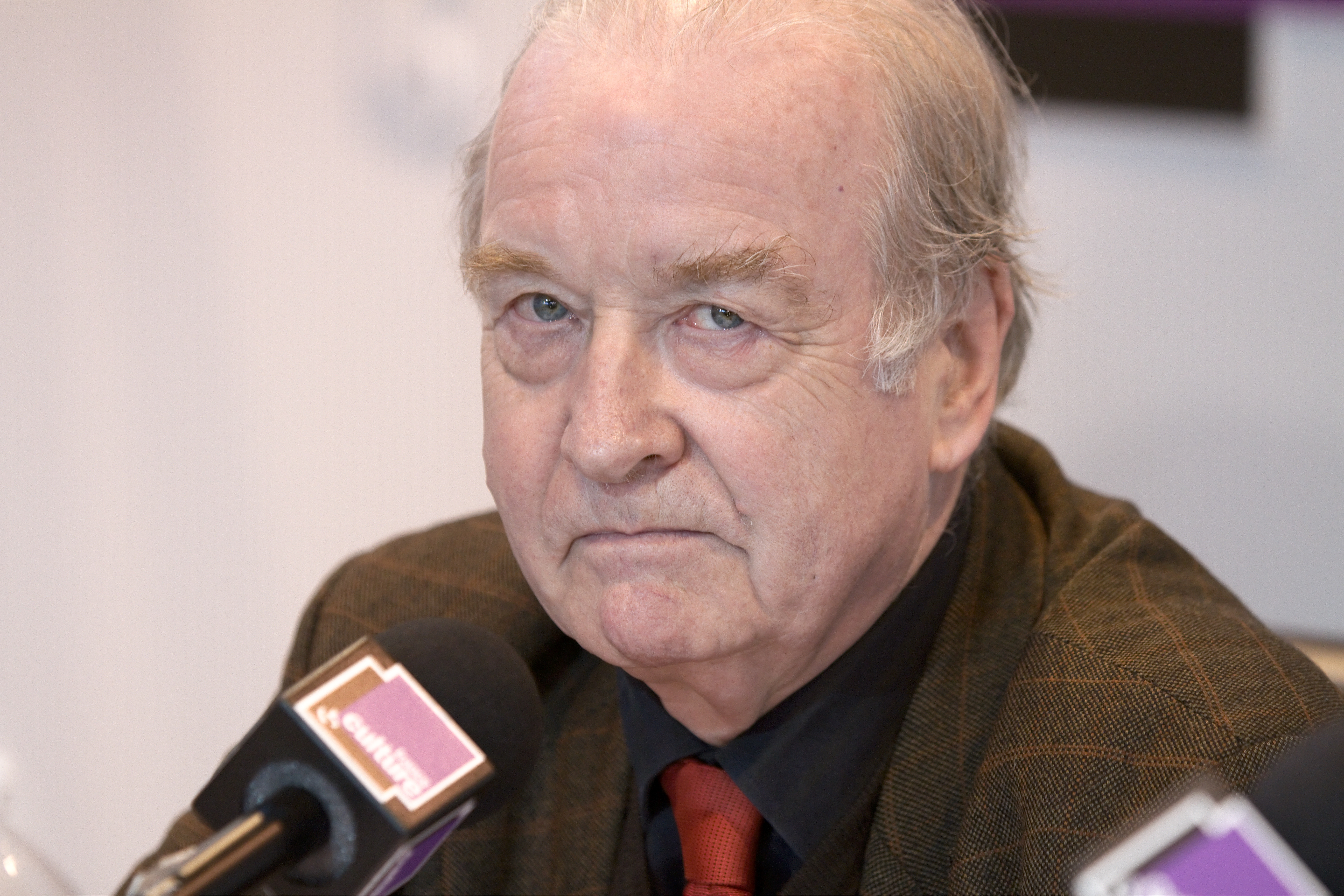
Michel Ciment membre du jury 2011
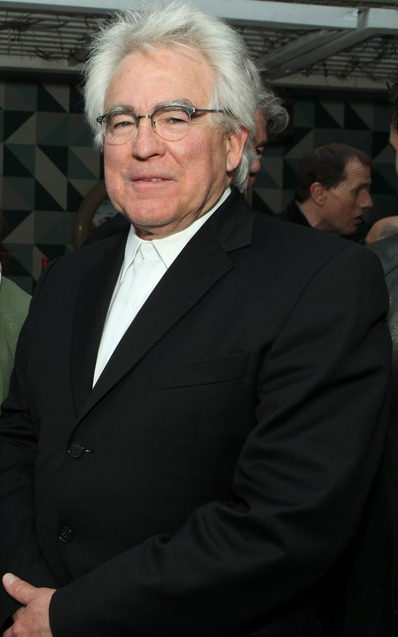
Ron Yerxa président du jury 2010
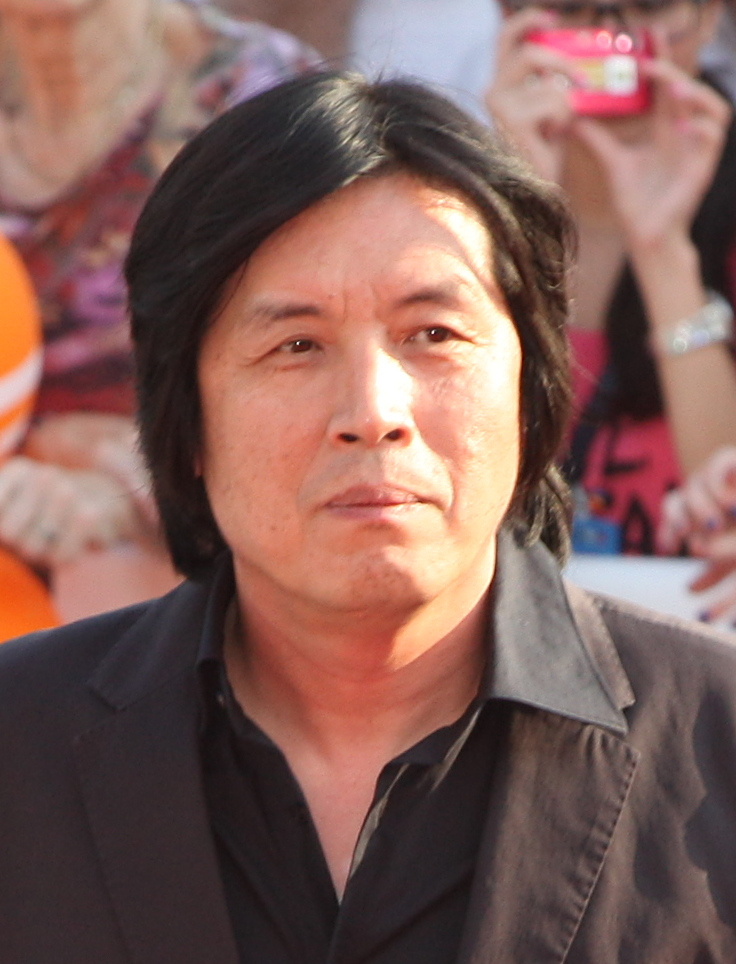
Lee Chang-dong membre du jury 2010
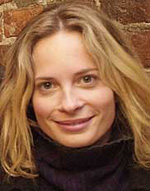
Maria Bonnevie membre du jury 2009
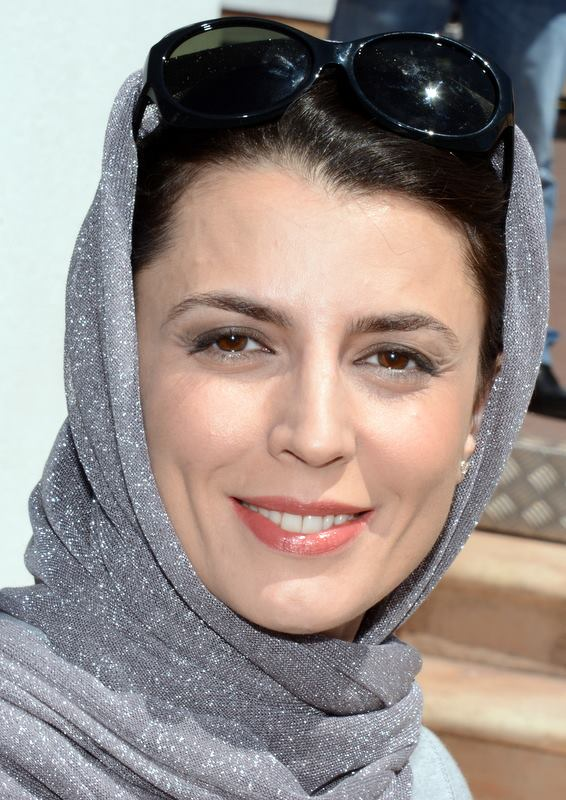
Leila Hatami membre du jury 2006
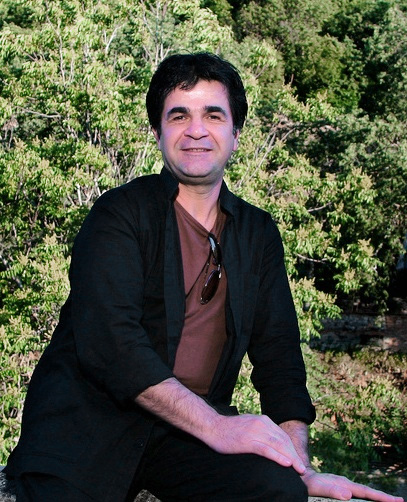
Jafar Panahi membre du jury 2001
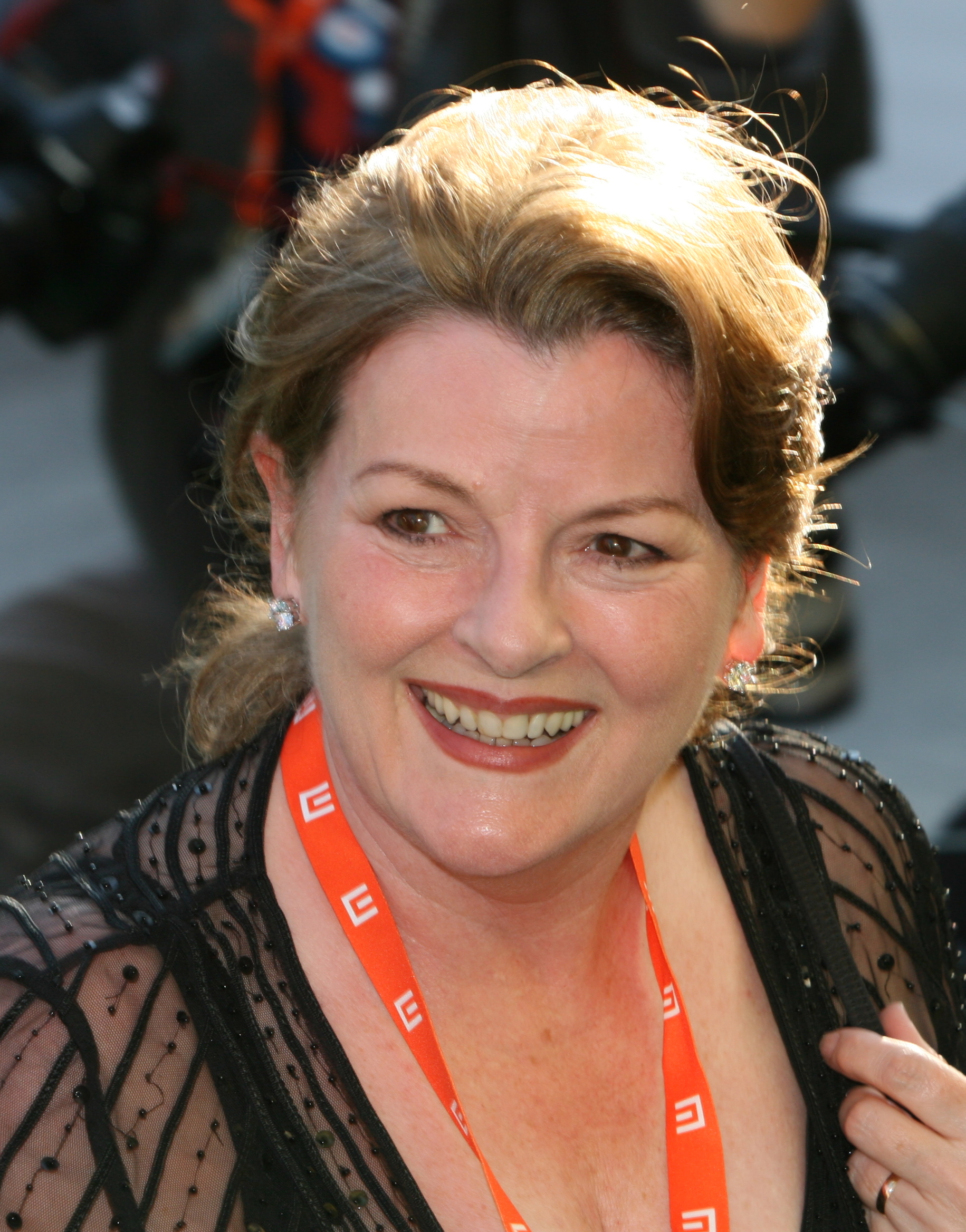
Brenda Blethyn membre du jury 2008
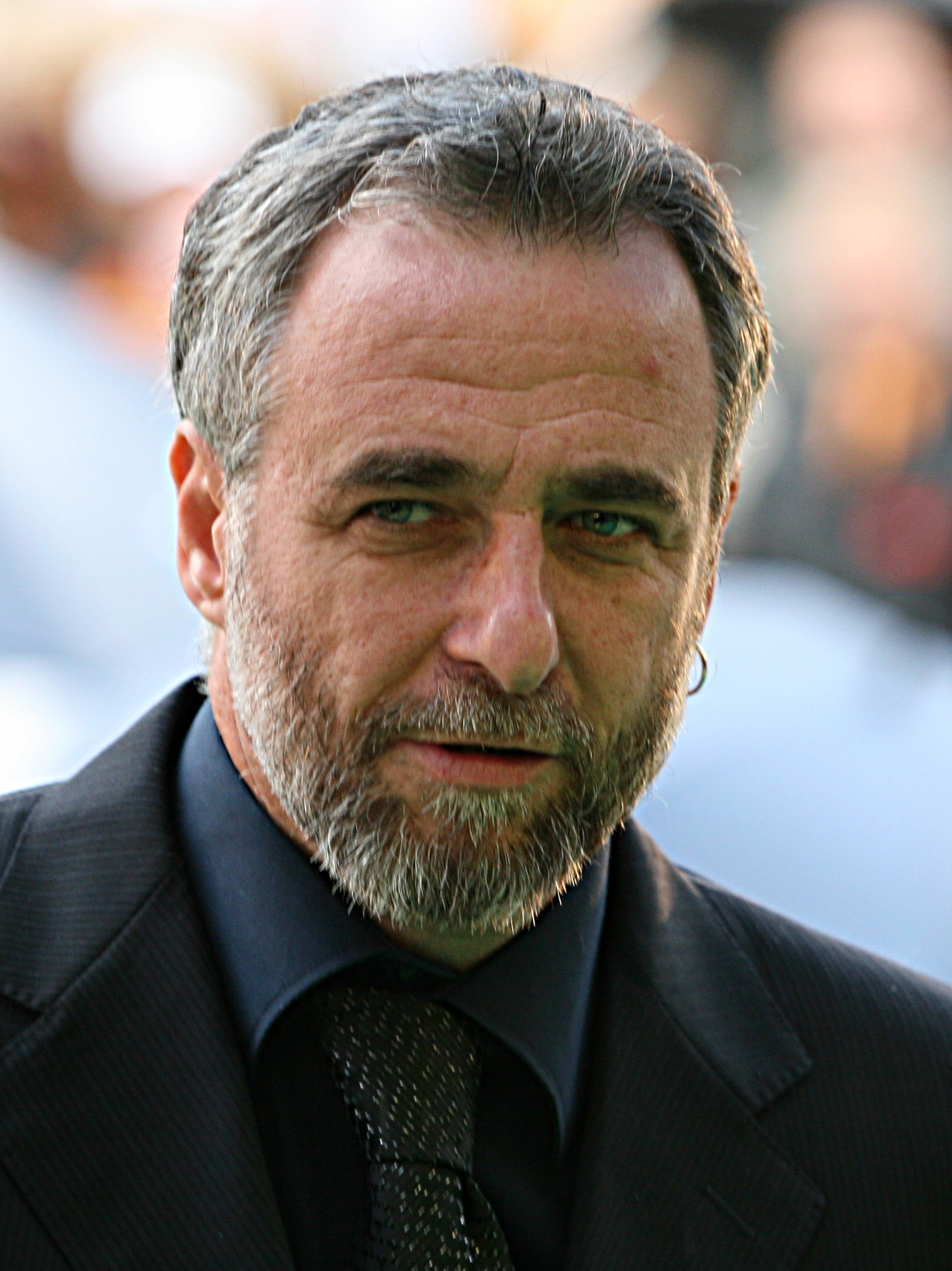
Ari Folman membre du jury 2008
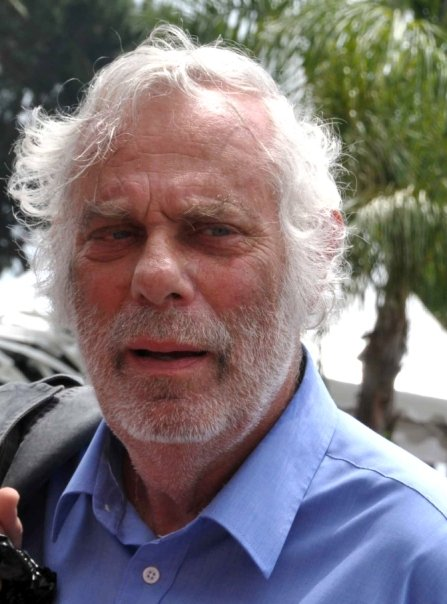
Jean-Luc Bideau membre du jury 2007
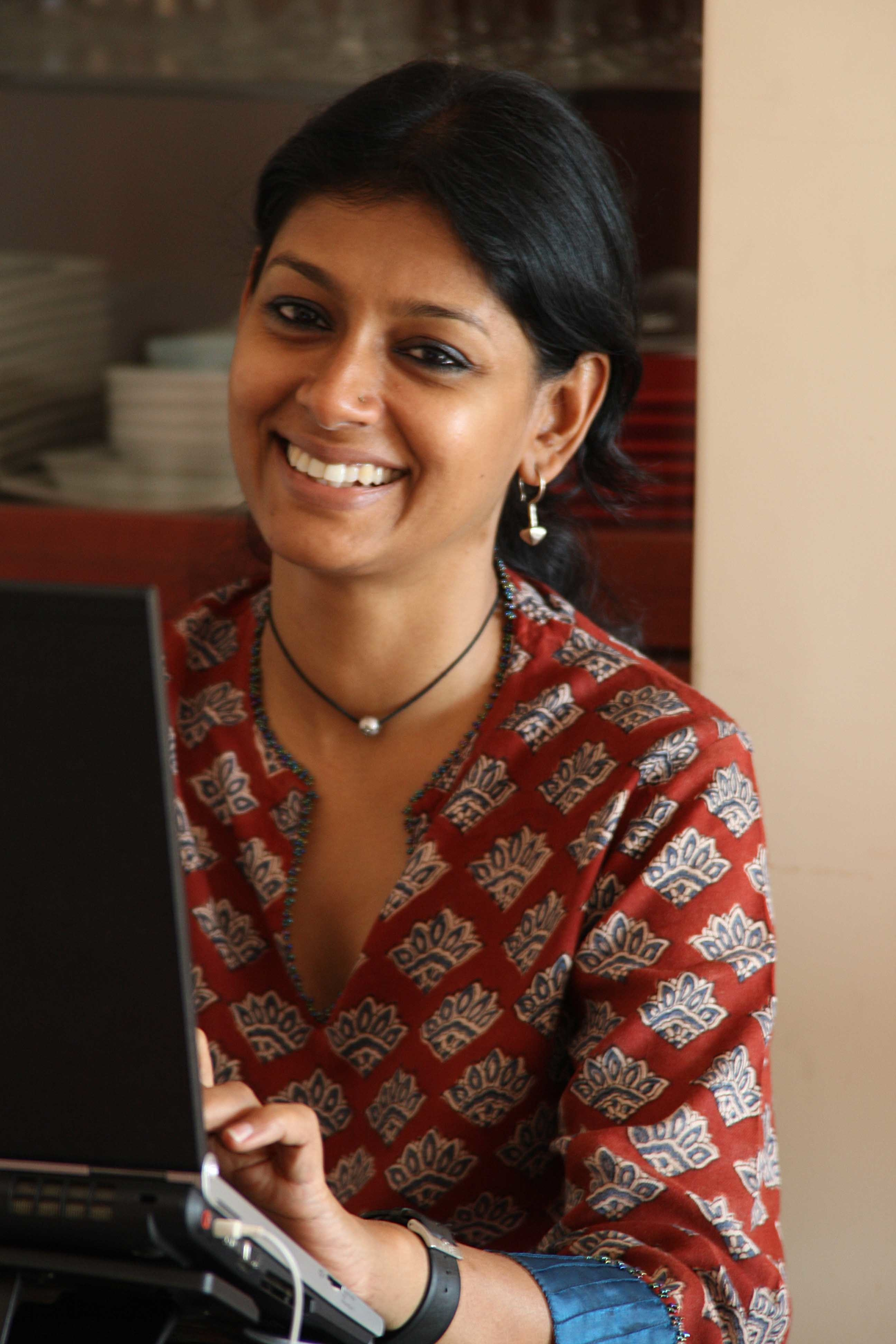
Nandita Das membre du jury 2007
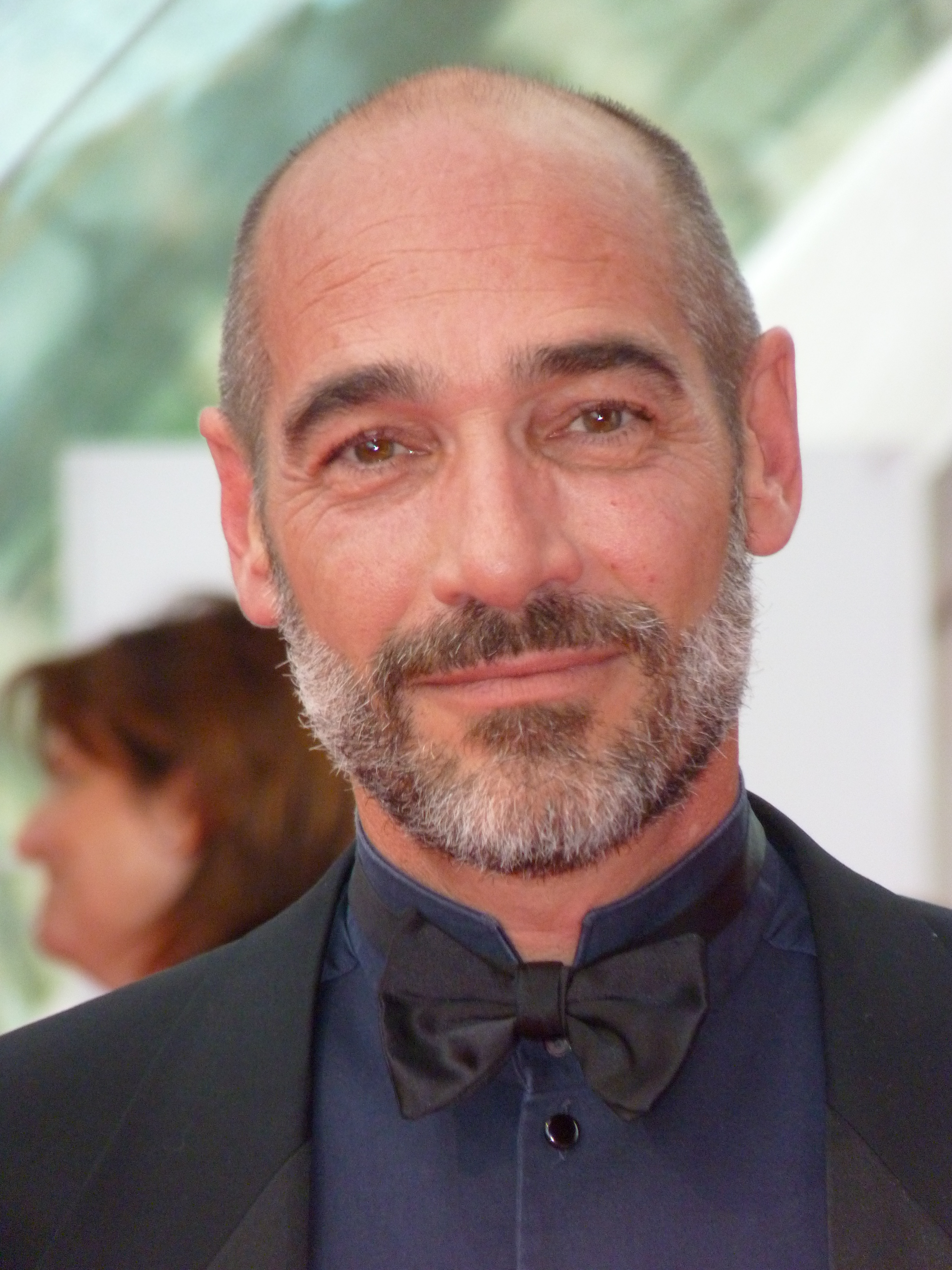
Jean-Marc Barr président du jury 2002
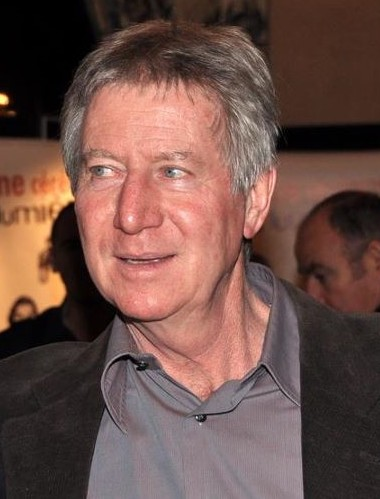
Régis Wargnier président du jury 1996
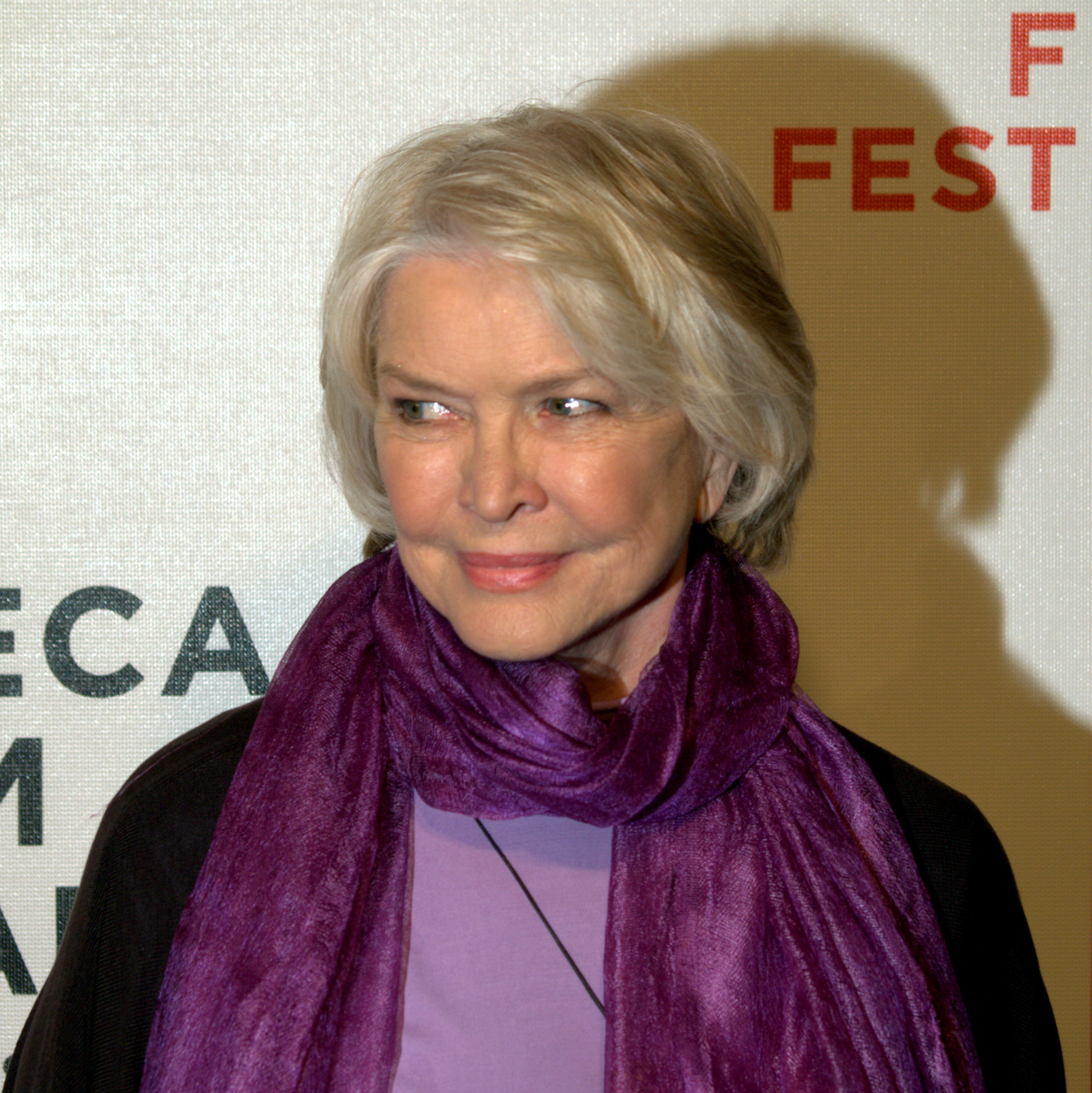
Ellen Burstyn membre du jury 1997
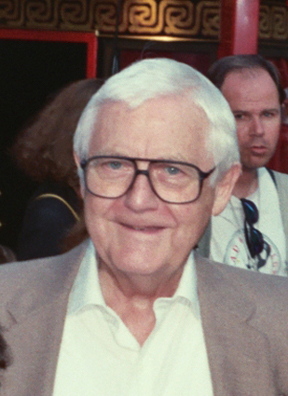
Robert Wise président du jury 1997

### Jury par année du "Grand Jury"
- 1995 : 30e édition
  - Terry Rawlings (président du jury)
  - Friðrik Þór Friðriksson
  - Giovani Grazzini
  - Ibolya Fekete
  - Jiří Křižan
  - Natálie Rjazanceva
  - Magda Vášáryová
  - Teresa Villaverde
- 1996 : 31e édition
  - Régis Wargnier (président du jury)
  - Emile Fallaux
  - Vera Gyürey
  - Ibolya Fekete
  - Jaromil Jireš
  - Arnošt Lustig
  - Boleslav Michalek
  - Julia Ormond
  - Ivan Passer
  - Beki Probst
- 1997 : 32e édition
  - Robert Wise (président du jury)
  - Mariano Barroso
  - Ellen Burstyn
  - André Delvaux
  - Nana Džordžadze
  - Pavel Kohout
  - Milan Lasica
  - Miroslav Ondříček
  - Aruna Vasudev
- 1998: 33e édition
  - Gila Almagor (présidente du jury)
  - Véra Belmont
  - Iraklij Kvirikadze
  - Jiří Menzel
  - Gianni Rondolino
  - Jerzy Skolimowski
  - Jerzy Stuhr
  - Maria Zvereva
- 1999 : 34e édition
  - Yves Boisset (président du jury)
  - Jaroslav Brabec
  - Jutta Brückner
  - Dan Fainaru
  - Katinka Faragó
  - Brian Gilbert
  - Karen Šachnazarov
- 2000 : 35e édition
  - Abbas Kiarostami (président du jury)
  - Icíar Bollaínová
  - Saša Gedeon
  - Arik Kaplun
  - Srdjan Karanović
  - Fred Roos
  - Jermek Šinarbajev
  - Dana Vávrová
- 2001: 36e édition
  - Krzysztof Zanussi (président du jury)
  - Lissy Bellaiche
  - Labina Mitevská
  - Marie-José Nat
  - Malti Sahai
  - Lee Hall
  - Jan Hřebejk
  - Jafar Panahi
- 2002: 37e édition
  - Jean-Marc Barr (président du jury)
  - Bibiana Beglau
  - Roger Ebert
  - Ibolya Fekete
  - Jan Malíř
  - Kaynam Myung
  - Assumpta Serna
- 2003: 38e édition
  - Rock Demers (président du jury)
  - Buddhadev Dasgupta
  - Anna Geislerová
  - Baltasar Kormákur
  - Felice Laudadio
  - Sunmin Park
  - Branko Šömen
- 2004: 39e édition
  - Al Ruban (président du jury)
  - Florinda Bolkan
  - Simon Field
  - Katarzyna Figura
  - Vladimir Machkov
  - Alice Nellis
  - Hong Sang-soo
- 2005: 40e édition
  - Michael Radford (président du jury)
  - Frédéric Fonteyne
  - Ali MacGraw
  - Fernando Méndez Leite
  - Kornél Mundruczó
  - Ruba Nadda
  - Zuzana Stivínová
- 2006: 41e édition
  - Goran Paskaljević (président du jury)
  - Bent Hamer
  - Leila Hatami
  - Coleman Hough
  - Laurence Kardish
  - Juliusz Machulski
  - Karel Roden
- 2007: 42e édition
  - Peter Bart (président du jury)
  - Karl Baumgartner
  - Jean-Luc Bideau
  - Nandita Das
  - Daniele Gaglianone
  - Arsinée Khanjian
  - David Ondříček
- 2008: 43e édition
  - Ivan Passer (président du jury)
  - Brenda Blethyn
  - Ari Folman
  - Ted Hope
  - Jan P. Muchow
  - Johanna ter Steege
  - Vilmos Zsigmond
- 2009: 44e édition
  - Claudie Ossard (présidente du jury)
  - Maria Bonnevie
  - Sergej Dvorcevoj
  - Niki Karimi
  - Rodrigo Plá
  - Kenneth Turan
  - Ivan Zachariáš
- 2010: 45e édition
  - Ron Yerxa (président du jury)
  - Mirjana Karanović
  - Lee Chang-dong
  - Lola Mayo
  - Alexej Popogrebskij
  - Bohdan Sláma
  - David Stratton
- 2011: 46e édition
  - István Szabo (président du jury)
  - Vladimír Balko
  - Michel Ciment
  - Michel Demopoulos
  - Edna Fainaru
  - Sibel Kekilli
  - Pavel Strnad
- 2012: 47e édition
  - Richard Peña (président du jury)
  - Rajko Grlić
  - Maria Hatzakou
  - Makram Khoury
  - Joanna Kos-Krauze
  - Ivo Mathé
  - François Papineau
- 2013: 48e édition
  - Agnieszka Holland (présidente du jury)
  - Ivo Andrle
  - Frédéric Boyer
  - Alon Garbuz
  - Claudia Llosa
  - Meenakshi Shedde
  - Sigurjón Sighvatsson
- 2014: 49e édition
  - Luis Miñarro (président du jury)
  - Mira Fornay
  - Phedon Papamichael
  - Kjartan Sveinsson
  - Viktor Tauš
- 2015 : 50e édition
  - Tim League (président du jury)
  - Angelina Nikonova
  - Ólafur Darri Ólafsson
  - Hengameh Panahi
  - Ondřej Zach
- 2016 : 51e édition
  - Maurizio Braucci (président du jury)
  - Eve Gabereau
  - Martha Issová
  - George Ovashvili
  - Jay Van Hoy
- 2017 : 52e édition
  - Anna Brüggemann (présidente du jury)
  - Sarah Flack
  - Ciro Guerra
  - Michel Merkt
  - Stefan Uhrik
- 2018 : 53e édition
  - Mark Cousins (président du jury)
  - Zrinka Cvitešić
  - Marta Donzelli
  - Zdeněk Holý
  - Nanouk Leopold
- 2019 : 54e édition
  - Štěpán Hulík
  - Annemarie Jacir
  - Sergei Loznitsa
  - Angelikí Papoúlia
  - Charles Tesson
- 2021 : 55e édition
- Eva Mulvad
- Marta Nieradkiewicz
- Chrístos Níkou
- Christoph Terhechte

## Prix décernés

### Longs métrages
- Globe de cristal (Grand prix) (Křišťálový glóbus)
- Prix spécial du jury
- Meilleur réalisateur
- Meilleure actrice
- Meilleur acteur

### Films documentaires
- Meilleur film documentaire (moins de 30 minutes)
- Meilleur film documentaire (plus de 30 minutes)

### Autres prix
- Label Europa Cinemas (depuis 2006)

## Éditions
- Festival international du film de Karlovy Vary 2010
- Festival international du film de Karlovy Vary 2011
- Festival international du film de Karlovy Vary 2012
- Festival international du film de Karlovy Vary 2013
- Festival international du film de Karlovy Vary 2017